# Sonora Luise
Sonora Luise  (18 de fevereiro de 1882 – 22 de março de 1978) foi a responsável pela criação do Dia dos pais.

## Biografia
Sonora Louise Smart nasceu em Jenny Lind (Condado de Sebastian, Arkansas), filha do agricultor William Jackson Smart (1842-1919) e sua esposa Victoria Ellen Cheek Smart (1851-1898). 
William Smart era um membro da artilharia First Light Arkansas e lutou na 1862 Batalha de Pea Ridge, durante a Guerra Civil. A família mudou-se para o Oeste e, finalmente, se estabeleceu perto de Spokane, Washington. 
Quando Sonora tinha 16 anos, sua mãe morreu no parto, com seu sexto filho. Sonora era uma das filhas maiores e ajudava seu pai na criação de seus irmãos mais jovens, incluindo o bebê Marshall. 
Sonora casou-se com John Bruce (1870-1945), e teve um filho John Júnior, nascido em 1909. Sonora Smart Dodd foi homenageado na Feira Mundial, em Spokane, Washington em 1974. Sonora morreu em 1978, sendo enterrada em Greenwood Memorial Terraço, Spokane Washington, EUA.

## História
Sonora queria um dia especial para homenagear seu pai, pois - ao ouvir um sermão da igreja sobre o Dia da Mãe recém-reconhecida - ela percebeu o altruísmo de seu pai que tinha criado seis filhos sozinho. Foi seu pai quem fez todos os sacrifícios e foi, aos olhos de sua filha, corajoso, altruísta e amoroso. O pai de Sonora nasceu em junho, então ela escolheu fazer a primeira comemoração do dia dos pais no dia 19 de junho de 1910, em Spokane, Washington.
Em 1916, o Presidente Woodrow Wilson veio para Spokane e falou em serviços de Dia dos Pais. O Presidente Calvin Coolidge, em 1924, apoiou a ideia de um dia nacional para os pais. 
Em 1966, o presidente Lyndon Johnson declarou o terceiro domingo de junho como Dia dos Pais. Em 1972, o presidente Nixon criou uma observância permanente nacional do Dia dos Pais a ser realizada no terceiro domingo de junho de cada ano. 
No Brasil, a data é comemorada no segundo domingo de agosto e foi festejada pela primeira vez no dia 14 de agosto de 1953. A comemoração foi importada dos EUA pelo publicitário Sylvio Bhering e teve sua data alterada de junho para agosto por motivos comerciais.
1. ↑   Casamento do filho na FamilySearch